# Wortelboktor
De wortelboktor (Spondylis buprestoides) is een kever uit de familie van de boktorren (Cerambycidae).

## Beschrijving
De fors gebouwde boktor is geheel zwart van kleur en wordt ongeveer 12 tot 24 millimeter lang. De dekschilden hebben twee duidelijk zichtbare parallelle, opstaande randen ('kielen'), en één die moeilijk is te zien. De voelsprieten zijn bij deze soort relatief kort; die van mannetjes reiken tot achter het halsschild, die van vrouwtjes blijven nog korter. Dit is een belangrijk verschil met de lederboktor (Prionus coriarius), die eveneens een zwart en vrij groot lichaam heeft. Het halsschild van de wortelboktor is echter veel groter dan dat van de lederboktor.

## Algemeen
De wortelboktor heeft een groot verspreidingsgebied en komt voor in Europa en Azië, behalve in noordelijke delen. De larven eten het hout van wortels en stronken van dennenbomen, soms andere naaldbomen, de ontwikkeling duurt twee jaar. De larve is wit en wormachtig en heeft zoals bijna alle boktorrenlarven een dikke 'kop', dit is eigenlijk het borststuk. De twee zwarte kaken zijn goed zichtbaar en aan het achterlijf zijn twee zeer kleine stekeltjes zichtbaar die uit elkaar staan en urogomphi worden genoemd. Omdat de larven geen gezonde bomen aantasten wordt de boktor niet als erg schadelijk beschouwd. De volwassen kever neemt geen voedsel meer op, maar kan met de krachtige kaken stevig bijten bij aanraking. De kever is te zien van juni tot september, maar vliegt alleen 's nachts.

## Bereik
Afgaande op de informatie verzameld in GBIF komt de Wortelboktor in Europa voor van de Middellandse Zee tot de poolcirkel. Er zijn ook exemplaren van deze soort waargenomen in Zuid-Korea en Japen 